# Громова Дубрава
Гро́мова Дубра́ва  — посёлок в Железногорском районе Курской области России. Входит в состав Волковского сельсовета. Постоянное население — 14 человек (2013 год). 

## География
Расположен в 15 км к северо-востоку от Железногорска. Высота над уровнем моря — 247 м.

## История
В 1926 году в посёлке было 24 двора, проживало 112 человек (52 мужского пола и 60 женского). В то время Громова Дубрава входила в состав Волковского сельсовета Волковской волости Дмитровского уезда Орловской губернии. В 1928 году вошёл в состав Михайловского (ныне Железногорского) района. В 1937 году в посёлке был 21 двор. Во время Великой Отечественной войны, с октября 1941 года, по февраль 1943 года, Громова Дубрава находилась в зоне немецкой оккупации. До 1973 года посёлок входил в состав Гремяченского сельсовета, затем передан в Волковский сельсовет. В 1981 году в Громовой Дубраве проживало около 90 человек.

## Население
| 1926 | 1979 | 2002 | 2010 |
| ---- | ---- | ---- | ---- |
| 112  | ↘95  | ↘20  | ↘6   |

## Транспорт
Через посёлок проходит автомобильная дорога А142 «Тросна — Калиновка».